# Svensk Filmdatabas
Lo Svensk filmdatabas è un database internet, dello Svenska Filminstitutet, dedicato al cinema svedese. Contiene informazioni sulle produzioni filmiche svedesi (compresi diversi cortometraggi) dal 1897, nonché su film non svedesi che hanno avuto il loro esordio cinematografico in Svezia. Fornisce inoltre svariate biografie di attori, registi, produttori ed altre figure professionali che hanno avuto parte alla cinematografia svedese. Il database è stato creato con il supporto della Fondazione per il tricentenario della Sveriges Riksbank (Stiftelsen Riksbankens Jubileumsfond). 

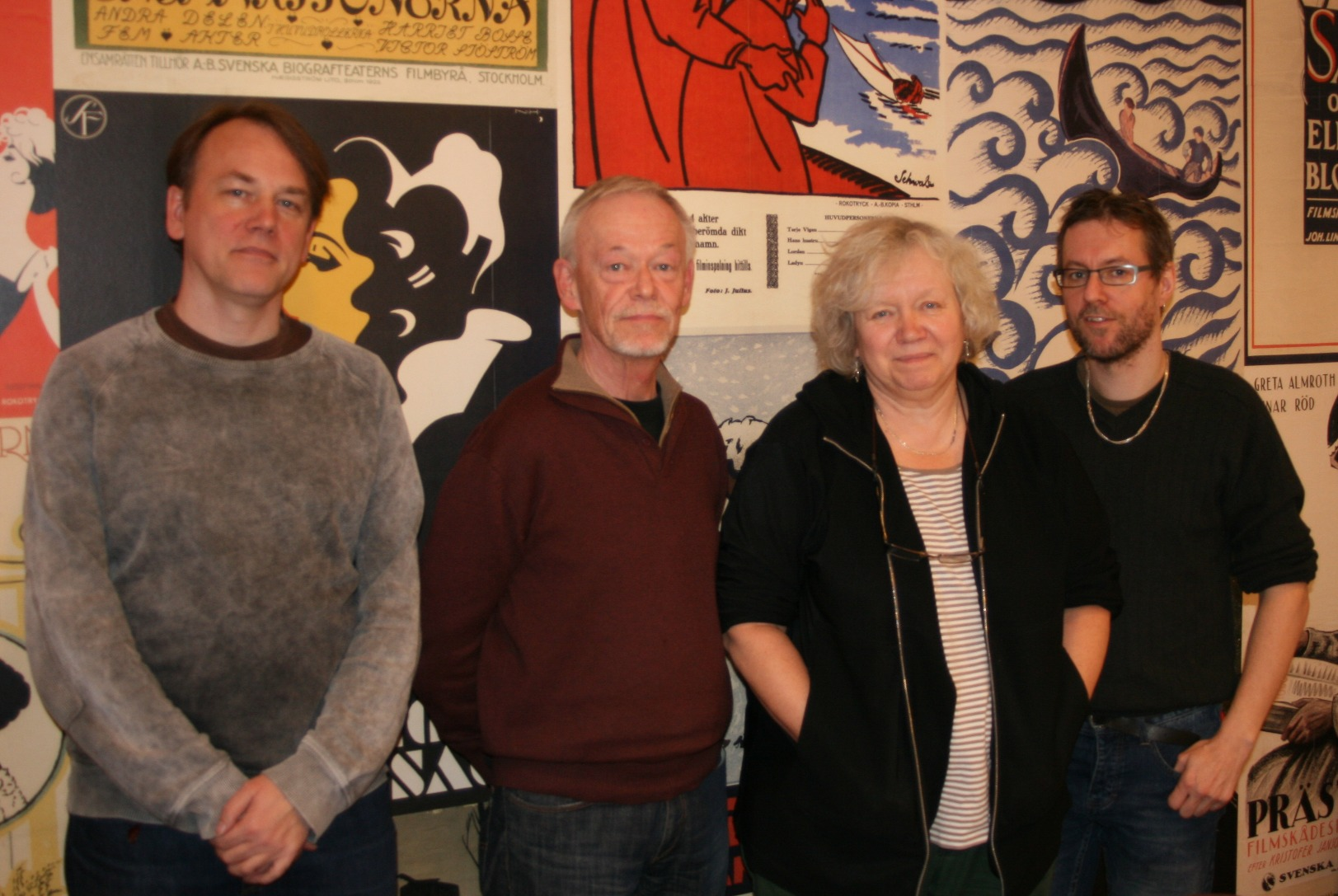
I redattori dello Svensk Filmdatabas nel dicembre 2009